# Maerua candida
Maerua candida är en kaprisväxtart som beskrevs av Ernest Friedrich Gilg. Maerua candida ingår i släktet Maerua och familjen kaprisväxter. Inga underarter finns listade i Catalogue of Life.